# Finnen

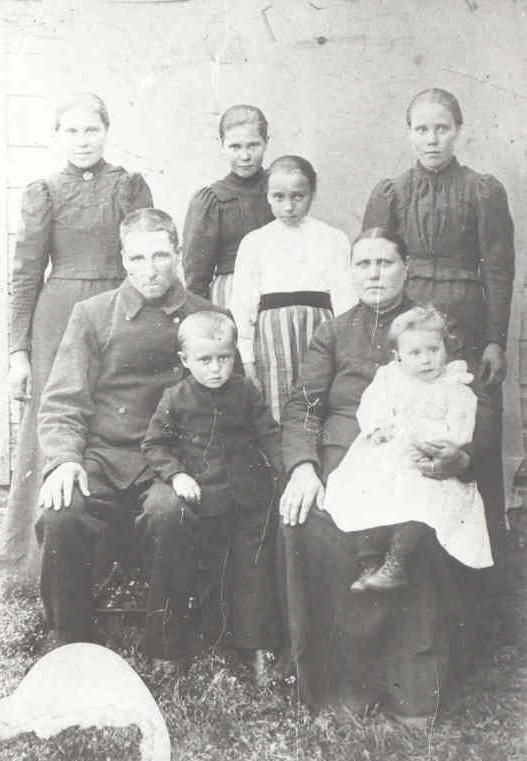
Een Finse boerenfamilie uit 1901.

De Finnen (Fins: suomalaiset; Zweeds: finländare ) zijn een Noord-Europees volk, verwant aan de Esten. Ze behoren tot de Oostzee-Finse volkeren.
Het grootste deel van de Finnen woont in Finland, waar zij 97,7% van de bevolking uitmaken. Daarnaast leven sinds lange tijd Finse minderheden in Zweden, Rusland (Karelië) en Noorwegen. Door emigratie in de afgelopen 200 jaar wonen ook veel mensen van Finse afkomst in Canada en de Verenigde Staten. In totaal zijn er wereldwijd zo'n 7 miljoen etnische Finnen.
De Finnen spreken de Finse taal, een taal uit de Fins-Permische taalfamilie. Het Fins hoort, net als het Estisch en het Hongaars, niet tot de Indo-Europese talen.
De belangrijkste godsdienst onder de Finnen is het Lutheranisme.